# Youxi, Chongqing
Youxi (kinesiska: 油溪) är en köping i sydvästra Kina. Den ligger i stadsdistriktet Jiangjin i storstadsområdet Chongqing, omkring 57 kilometer sydväst om det centrala stadsdistriktet Yuzhong. Antalet invånare är 63 386. Befolkningen består av 31 260 kvinnor och 32 126 män. Barn under 15 år utgör 15,0 %, vuxna 15-64 år 68 %, och äldre över 65 år 16,0 %.